# EN 60601-2-27
Die EN 60601-2-27 mit dem Titel „Medizinische elektrische Geräte – Teil 2-27: Besondere Festlegungen für die Sicherheit von Elektrokardiographie-Überwachungsgeräten“ ist Teil der Normenreihe EN 60601.
Herausgeber der DIN-Norm DIN EN 60601-2-27 ist das Deutsche Institut für Normung.
Die Norm basiert auf der internationalen Fassung IEC 60601-2-27. Im Rahmen des VDE-Normenwerks ist die Norm als VDE 0750-2-27 klassifiziert, siehe DIN-VDE-Normen Teil 7.
Diese Ergänzungsnorm regelt allgemeine Festlegungen für die Sicherheit, Prüfungen und Richtlinien für Elektrokardiographie-Überwachungsgeräte.

## Gültigkeit
Die deutsche Ausgabe 8.2006 ist ab 11.2008 als Deutsche Norm angenommen.
- Im Januar 2008 wurde ein neuer Entwurf veröffentlicht.
- Die Aktuelle Fassung (8.2006) ist korrespondierend mit der 2. Ausgabe der DIN EN 60601-1 anzuwenden.
- Der Entwurf 1.2008 ist korrespondierend zur 3. Ausgabe der DIN EN 60601-1 anzuwenden.

## Anwendungsbereich
Diese besonderen Festlegungen legen besondere Anforderungen für die Sicherheit einschließlich der wesentlichen Leistungsmerkmale von Elektrokardiographie (EKG)-Überwachungsgeräten fest. Diese Norm gilt für Geräte, die im Anwendungsbereich eines Krankenhauses eingesetzt werden.
Geräte, die außerhalb des Anwendungsbereichs eines Krankenhauses eingesetzt werden, wie beispielsweise in Rettungsfahrzeugen und Lufttransport, müssen diese Norm einhalten. Für Geräte, die speziell außerhalb des Anwendungsbereichs eines Krankenhauses eingesetzt werden, gelten zusätzliche Anforderungen.
Diese Norm ist nicht anwendbar auf elektrokardiographische Monitore zur Heimanwendung. Hersteller sollten jedoch die wesentlichen Abschnitte dieser Norm berücksichtigen, soweit sie für die Zweckbestimmung zutreffen. EKG-Telemetrie-Überwachungsgeräte, ambulante Überwachungsgeräte („Holter“) und andere EKG-Aufnahmegeräte fallen ebenfalls nicht in den Anwendungsbereich dieser besonderen Festlegung.

## Zusatzinformation
Folgende geänderte Anforderungen sind in der EN 60601-2-27 enthalten (Auszug):
- Defibrillationsfestigkeit
- Störfestigkeit (Elektromagnetische Verträglichkeit)
- Spannungsfestigkeit
- Genauigkeit der Betriebsdaten
- Software
- Alarme